# ASKO - NÁBYTEK
ASKO - NÁBYTEK je řetězec prodejen nábytku působící v Česku a na Slovensku. Řetězec původně založila německá firma Bozkurt, od roku 2011 je potom součástí maloobchodní skupiny Porta rovněž registrované v Německu. V září 2023 mělo ASKO 14 prodejen v Česku a 8 prodejen na Slovensku. Za rok 2022 mělo ASKO v Česku tržby 1,893 mld. Kč.

## Historie
První prodejna ASKO vznikla v roce 1991 ve 4. patře obchodního domu Bílá labuť v Praze. V obchodním domě bylo také v prvních letech registrováno sídlo společnosti. Prodejna fungovala do roku 2002, kdy se společně se sídlem společnosti přestěhovala do obchodního centra EUROPARK ve Štěrboholech (mimo jiné v souvislosti s poškozením obchodního domu během srpnových povodní). Druhá prodejna vznikla v dubnu 1996 v Brně-Horních Heršpicích, odkud byla později přestěhována do obchodního centra Olympia. ASKO nové prodejny budovalo v nákupních parcích na předměstích velkých měst: koncem roku 2004 již měl řetězec v Česku 7 prodejen, z toho 3 v obchodních centrech Carrefour (Plzeň-Borská Pole, Praha-Stodůlky, Zlín-Malenovice), 2 v obchodních centrech Olympia (Brno, Teplice), jednu v nákupním parku Tesco v Hradci Králové-Březhradě a zmíněnou prodejnu v pražském Europarku.
V roce 2006 byla otevřena první prodejna ASKO na Slovensku v Nitře.
V roce 2008 řetězec v Česku otevřel první samostatnou prodejnu v novém designu, a to ve Štěrboholech naproti Europarku, kde byla původní prodejna zrušena. V roce 2011 byla společnost včetně slovenské filiálky koupena německou maloobchodní skupinou Porta, která na domácím trhu provozuje obchody s nábytkem Porta a SB-Möbel BOSS. Také v dalších letech společnost pokračovala ve výstavbě nových prodejen a rušení původních: ze sedmi prodejen činných v roce 2004 fungovaly v roce 2023 pouze prodejny ve Zlíně a Hradci Králové.

## Prodejny

### Česko

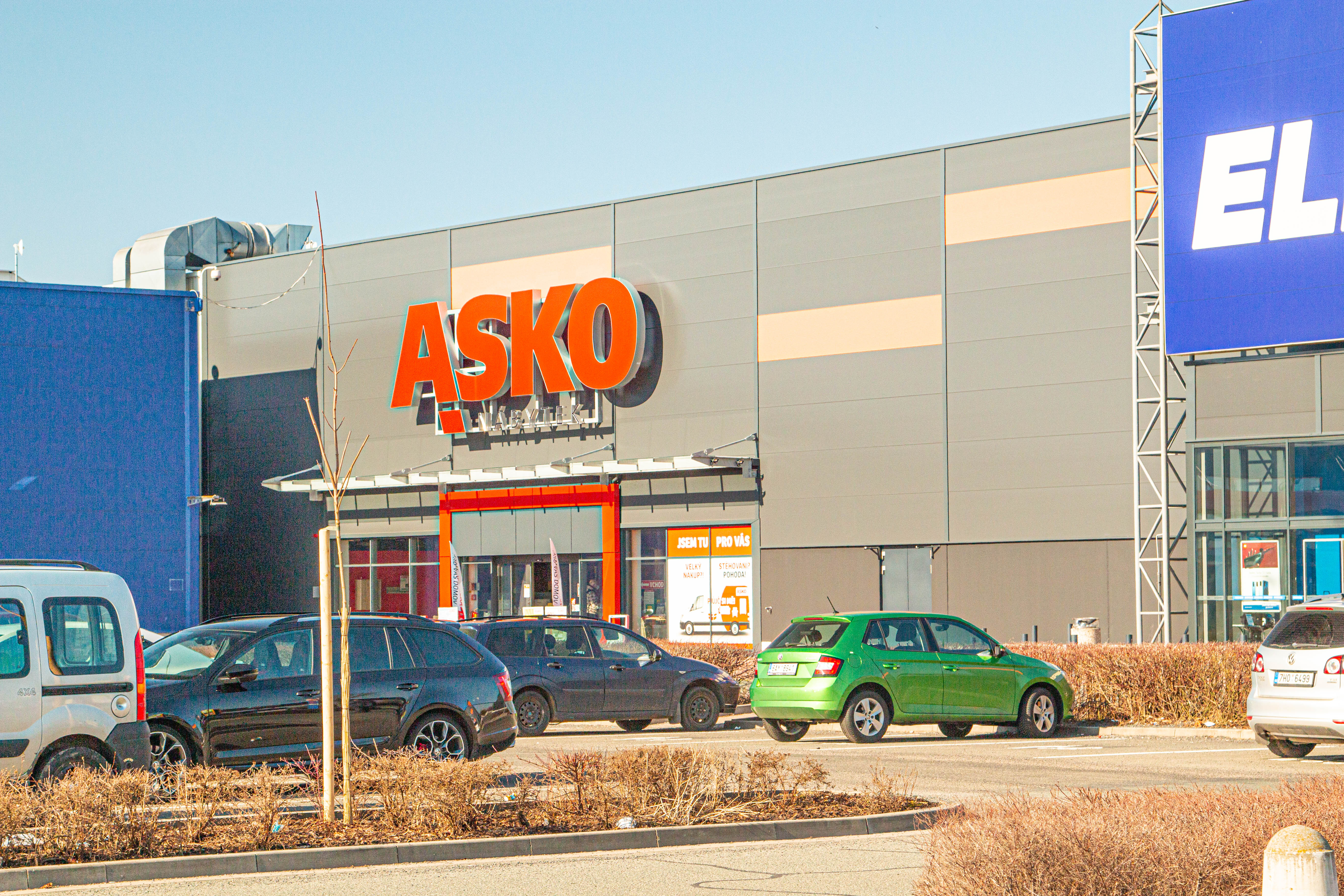
Prodejna v Hradci Králové

V září 2023 mělo ASKO v Česku 14 prodejen. Většina prodejen je umístěna v nákupních zónách na předměstích větších měst. V Českých Budějovicích, Havířově, Praze-Čakovicích a Olomouci jsou prodejny umístěny v blízkosti hypermarketů Globus a v Teplicích nedaleko obchodního centra Olympia, v ostatních lokacích je ASKO nejčastěji nájemcem provozovny v nákupním parku. V Brně vznikla v červenci 2021 prodejna v komerčním parku Ponávka poté, co byla uzavřena prodejna v obchodním centru Olympia Brno.
| Kraj            | Počet prodejen | Lokace                  |
| --------------- | -------------- | ----------------------- |
| Jihočeský       | 2              | České Budějovice, Tábor |
| Jihomoravský    | 2              | Brno, Znojmo            |
| Královéhradecký | 1              | Hradec Králové          |
| Moravskoslezský | 1              | Havířov                 |
| Olomoucký       | 1              | Olomouc                 |
| Plzeňský        | 1              | Plzeň                   |
| Praha           | 2              | Čakovice, Štěrboholy    |
| Středočeský     | 1              | Mladá Boleslav          |
| Ústecký         | 2              | Otvice, Teplice         |
| Zlínský         | 1              | Zlín                    |
| Celkem          | 14             |                         |

### Slovensko

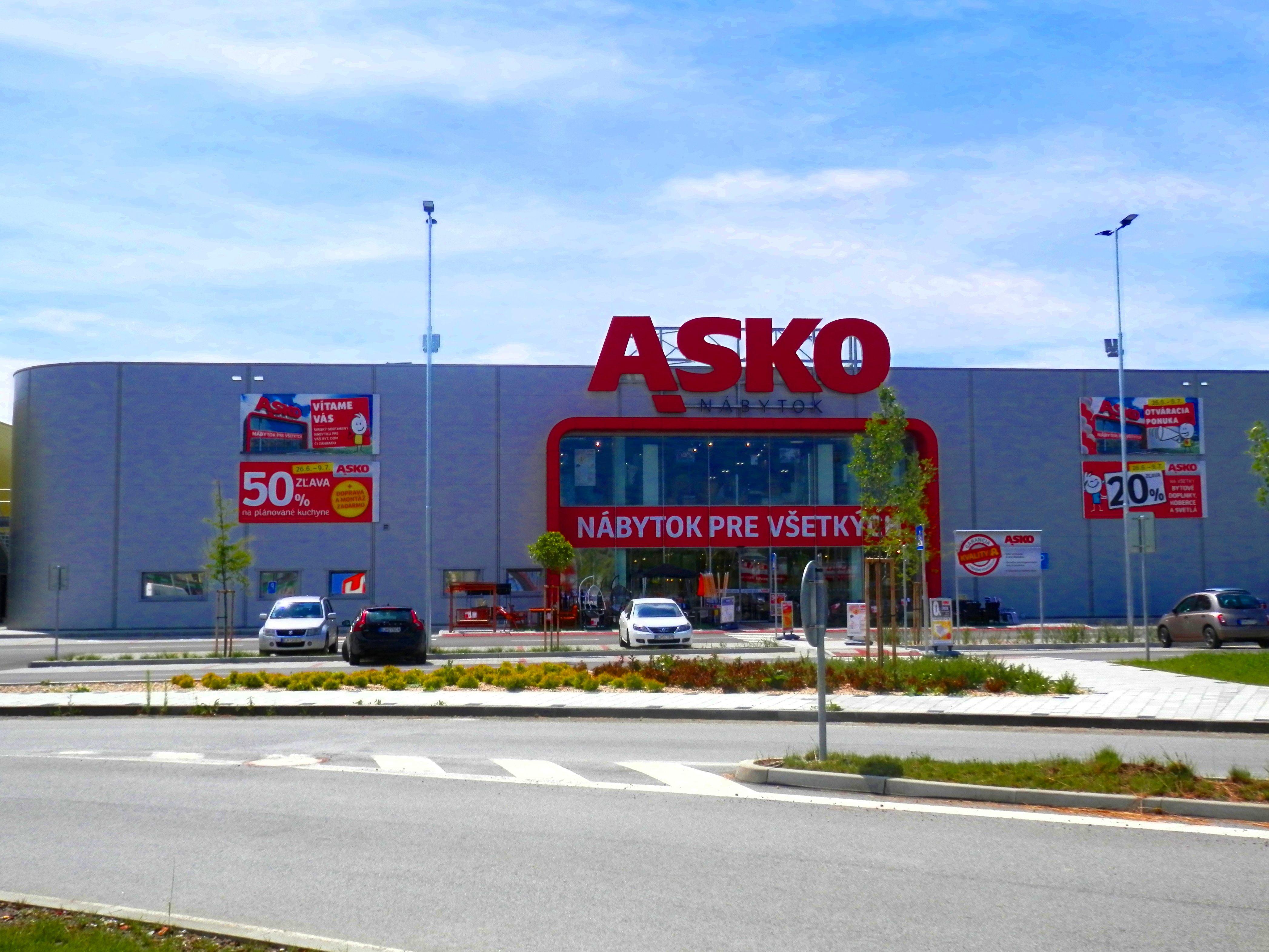
Prodejna v Prešově

V září 2023 mělo ASKO na Slovensku 8 prodejen.
| Kraj            | Počet prodejen | Lokace             |
| --------------- | -------------- | ------------------ |
| Banskobystrický | 1              | Banská Bystrica    |
| Bratislavský    | 1              | Bratislava         |
| Košický         | 1              | Košice             |
| Nitranský       | 1              | Nitra              |
| Prešovský       | 2              | Prešov, Poprad     |
| Trenčínský      | 2              | Prievidza, Trenčín |
| Celkem          | 8              |                    |